# K Bye for Now (SWT Live)
K Bye For Now (SWT Live) (estilizado em letras minúsculas) é o primeiro álbum ao vivo da cantora americana Ariana Grande, gravado durante as apresentações da Sweetener World Tour. Foi lançado em 23 de dezembro de 2019 e conta com participações de Nicki Minaj, Big Sean e Donald Glover.

## Antecedentes
Grande embarcou na Sweetener World Tour a partir de março de 2019 para promover seus álbuns Sweetener (2018) e thank u, next (2019). Em 17 de outubro de 2019, Grande twittou uma foto de sua edição de arquivos vocais em seu notebook e escreveu "prestes a começar a compor e escolher meus momentos favoritos/apresentações neste voo... apenas no caso de você querer um álbum ao vivo um dia". Em novembro de 2019, Grande continuou compartilhando mais fotos no Instagram de arquivos de áudio com o nome de diferentes cidades em que ela se apresentou. Em 1 de dezembro de 2019, Grande compartilhou uma atualização sobre a produção do álbum.
Em 10 de dezembro de 2019, Grande respondeu afirmativamente a um fã que perguntou se um álbum ao vivo chegaria antes do final do ano. Em 11 de dezembro de 2019, o álbum foi colocado para pré-venda no Spotify e Grande compartilhou a lista de faixas em seu Instagram.

## Lista de faixas
Lista de faixas adaptadas do Apple Music.
| N.º            | Título                                               | Duração |  |
| 1.             | "Raindrops (An Angel Cried)"                         | 0:43    |  |
| 2.             | "God Is a Woman"                                     | 3:33    |  |
| 3.             | "Bad Idea"                                           | 3:32    |  |
| 4.             | "Break Up with Your Girlfriend, I'm Bored"           | 3:43    |  |
| 5.             | "R.E.M"                                              |         |  |
| 6.             | "Be Alright"                                         | 2:54    |  |
| 7.             | "Sweetener"                                          | 2:54    |  |
| 8.             | "Successful"                                         | 2:05    |  |
| 9.             | "Side to Side" (com Nicki Minaj)                     | 4:20    |  |
| 10.            | "7 Rings"                                            | 3:46    |  |
| 11.            | "Love Me Harder"                                     | 1:23    |  |
| 12.            | "Breathin"                                           | 3:28    |  |
| 13.            | "Needy"                                              | 2:54    |  |
| 14.            | "Fake Smile"                                         | 3:25    |  |
| 15.            | "Make Up"                                            | 2:18    |  |
| 16.            | "Right There" (com Big Sean)                         | 1:39    |  |
| 17.            | "You'll Never Know"                                  | 1:21    |  |
| 18.            | "Break Your Heart Right Back" (com Childish Gambino) | 2:14    |  |
| 19.            | "NASA"                                               | 3:05    |  |
| 20.            | "Tattooed Heart"                                     | 3:23    |  |
| 21.            | "Only 1"                                             | 2:42    |  |
| 22.            | "Goodnight n Go"                                     | 3:08    |  |
| 23.            | "Get Well Soon"                                      | 3:27    |  |
| 24.            | "In My Head" (Interlude)                             | 2:30    |  |
| 25.            | "Everytime"                                          | 2:11    |  |
| 26.            | "The Light Is Coming" (com Nicki Minaj)              | 2:10    |  |
| 27.            | "Into You"                                           | 2:59    |  |
| 28.            | "My Heart Belongs to Daddy"                          | 1:47    |  |
| 29.            | "Dangerous Woman"                                    | 3:53    |  |
| 30.            | "Break Free"                                         | 2:31    |  |
| 31.            | "No Tears Left to Cry"                               | 3:53    |  |
| 32.            | "Thank U, Next"                                      | 6:29    |  |
| Duração total: | Duração total:                                       | 1:33:17 |  |

## Desempenho nas tabelas musicas

### Posições
| Tabela musical (2019)          | Melhor posição |
| ------------------------------ | -------------- |
| Austrália (ARIA)               | 24             |
| Estados Unidos (Billboard 200) | 97             |
| Países Baixos (MegaCharts)     | 57             |
| Suíça (Schweizer Hitparade)    | 93             |